# Сазонова, Валентина Фёдоровна
Валенти́на Фёдоровна Сазо́нова (8 апреля 1943, Владимир — 27 августа 2021, Одесская область) — советский физико-химик. Доктор химических наук (1995); профессор; руководитель научной школы «Научные основы флотационного метода очистки техногенных вод».

## Биография
Родилась в семье служащих. В 1960 году поступила на химический факультет Одесского государственного университета им. И. И. Мечникова (ныне — Одесский национальный университет имени И. И. Мечникова). С четвёртого курса специализировалась на кафедре физической химии. Её студенческая научно-исследовательская работа, созданная под руководством профессора О. К. Давтян, была посвящена определению удельной поверхности катализаторов топливных элементов.
В 1965 году В. Ф. Сазонова окончила университет и получила квалификацию химика, физико-химика. Трудовую деятельность она начала во Всесоюзном научно-исследовательском институте прудового рыбного хозяйства на должности младшего научного сотрудника лаборатории гидрохимии. Изучала состав и свойства воды, а также грунта прудов. Прошла стажировку в Институте биологии внутренних вод АН СССР, освоила метод эмиссионной спектроскопии.
В 1967 году В. Ф. Сазонова вернулась в Одессу и была принята на работу в Одесский университет на должность старшего лаборанта кафедры физической химии. С 1972 года на кафедре под руководством профессора Л. Д. Скрылева начались исследования в сфере физико-химии поверхностных явлений. В. Ф. Сазонова активно включилась в научно-исследовательскую работу в этом направлении. Изучила воздействие природы эмульгаторов на устойчивость эмульсий экстрагентов.
В 1974 году она поступила в аспирантуру при кафедре физической и коллоидной химии. Работала под руководством профессора Л. Д. Скрылева над кандидатской диссертацией «Физико-химические закономерности флотационного выделения и разделения ионов редкоземельных элементов», которую успешно защитила в 1981 году в Московском химико-технологическом институте (МХТИ) им. Д. И. Менделеева.
В диссертации привела ранее неизвестные экспериментальные данные, которые подтверждают принципиальную возможность флотационного выделения и разделения редкоземельных элементов с помощью калийных солей жирных и абиетиновых кислот. Установлено состав и свойства алкилкарбоксилатов и абиетатов редкоземельных элементов (с использованием методов инфракрасной спектроскопии, рентгенографии, эмиссионной спектроскопии, термогравиматерии, кондуктометрии).
После окончания аспирантуры работала ассистентом кафедры физической химии, начала читать лекции по физической и коллоидной химии. С 1981 года читает разработанный ею спецкурс «Физико-химия поверхностных явлений».
В 1982 году избрана доцентом кафедры физической химии, и с этого же года студентам химического факультета она читала курс физической химии, а с 1985 года — курс коллоидной химии. Разработанный ней спецпрактикум к курсу «Физико-химия поверхностных явлений» содержит оригинальные работы, основанные на результатах собственных научных исследований.
В 1995 году защитила докторскую диссертацию «Физико-химические основы процесса флотационного выделения и разделения ионов тяжелых металлов» и получила научную степень доктора химических наук. Защита прошла в Физико-химическом институте защиты окружающей среды и человека Министерства образования и НАН Украины при Одесском государственном университете им. И. И. Мечникова.
Сазонова Валентина Федоровна умерла 27 августа 2021 года на 79-м году жизни. Причиной смерти стал сердечный приступ. Тело было кремировано 29 августа и прах захоронен на Таировском кладбище.

## Научная деятельность
Разрабатывает теорию концентрирования веществ молекулярной и коллоидной степени дисперсности методом флотации.
В докторской диссертации на основе обобщения экспериментальных данных обработала коллоидно-химическую модель процесса флотационной очистки сточных вод промышленных предприятий от ионов тяжелых металлов. Предложенный ней новый термодинамический подход для изучения процесса мицелообразования поверхностно-активных веществ позволил термодинамично обосновать эмпирические уравнения, которые устанавливают зависимость между критической концентрацией мицелообразования и числом метиленовых групп в молекуле поверхностно-активного вещества (уравнение Клевенса) и концентрацией против ионов (уравнение Коррина), разработать методики прогнозирования рациональных технологических параметров флотационной очистки сточных вод. Сформулированные в диссертации представления про суть и механизм явлений, которые лежат в основе элементарных актов флотационного процесса, являются основой нового перспективного направления в области физико-химии поверхностных явлений.
Сделала вклад в решение практически важных вопросов, прежде всего экологического характера. Результаты её научных исследований были использованы при разработке и внедрении в производство технологических схем очистки сточных вод гальванических отделов предприятий разного профиля. Схемы, которые были внедрены ВО «Черновцылегмаш» (1987) и на Одесском станкостроительном ВО (1993), позволяют очищать промывные сточные воды гальванических отделов, загрязненных ионами тяжелых металлов, до норм, которые отвечают требованиям ГОСТ к технической воде и благодаря этому перейти к безотходной технологии производства.
Автор свыше 130 научных работ, в том числе 4 изобретений и более 90 статей, опубликованных в ведущих журналах стран СНГ. Соавторами большинства работ являются её ученики — аспиранты и студенты.

## Труды
- О флотационном выделении ионов, собранных с помощью тонкоэмульгированных растворов собирателей / Л. Д. Скрылев, В. Ф. Сазонова // Изв. высш. учеб. заведений. Цв. металлургия. — 1978. — № 5. — С. 144—147.
- О расчете оптимальных значений рН для ионной флотации поливалентных металлов / Л. Д. Скрылев, В. Ф. Сазонова // Изв. высш. учеб. заведений. Цв. металлургия. — 1980. — № 3. — С. 24-27.
- Об оптимальной длине углевородной цепи карбосодержащих адсорбентов ионов РЗЭ / Л. Д. Скрылев, В. Ф. Сазонова // Изв. высш. учеб. заведений. Химия и хим. технология. — 1980. — Т. 23, № 8. — С. 1003—1006.
- Капринат калия как осадитель и флотационный собиратель ионов редкоземельных элементов / Л. Д. Скрылев, В. Ф. Сазонова, А. Г. Невинский // Укр. хим. журн. — 1980. — Т. 46, № 7. — С. 710—713.
- О продуктах взаимодействия хлорида гольмия и лаурата калия / Л. Д. Скрылев, В. Ф. Сазонова, И. И. Сейфуллина // Журн. неорг. химии. — 1980. — Т. 25, № 11. — С. 2948—2952.
- О перспективности использования пенного фракционирования в практике выделения и разделения ионов редкоземельных элементов / Л. Д. Скрылев, В. Ф. Сазонова, И. А. Легенченко // Химия и технология редких и рассеянных элементов. — Ереван, 1981. — С. 199—207.
- Оценка гидрофильно-липофильных свойств ПАВ по величине их ККМ / Л. Д. Скрылев, В. Ф. Сазонова, Т. Л. Скрылева // Изв. высш. учеб. заведений. Химия и хим. технология. — 1987. — Т. 30, № 5. — С. 72-76.
- Термодинамический анализ процесса взаимодействия ПАВ с ионами цветных металлов / Л. Д. Скрылев, В. Ф. Сазонова, Т. Л. Скрылева, Е. А. Яхова // Изв. высш. учеб. заведений. Цв. металлургия. — 1991. — № 6. — С. 8-11.
- Гетерокоагуляционная модель ионной флотации / Л. Д. Скрылев, О. В. Перлова, В. Ф. Сазонова // Изв. высш. учеб. заведений. Цв. металлургия. — 1991. — № 5. — С. 6-12.
- Коллоидно-химические основы защиты окружающей среды от ионов тяжелых металлов. Ионная флотация / Л. Д. Скрылев, В. Ф. Сазонова. — Киев, 1992. — 215 с.
- Влияние кислотности раствора на степень осаждения из него ионов поливалентных металлов калиевыми солями насыщенных жирных кислот / Л. Д. Скрылев, В. Ф. Сазонова, Т. Л. Скрылева // Укр. хим. журн. — 1994. — Т. 60, № 3/4. — С. 247—250.
- Роль электроповерхностных явлений в процессах флотационного выделения ионов поливалентных металлов / Л. Д. Скрылев, В. Ф. Сазонова, О. В. Перлова // Вопросы химии и хим. технологии. — 1999. — № 1. — С. 302—304.
- Mechanism and thermodynamic of ionic surfactants adsorption of some f-metals hydroxides / O. V. Perlova, V. F. Sazonova, A. A. Shirykalova // Col. Abst. 7-th Polish-Ukrainian Sumposium on Theoretical and Experimental Studies of Interfacial Phenomena and their Technological Applications (15-18 Sept. 2003, Lublin). — Lublin, 2003. — P. 176—178.
- Adsorption of lanthanum alkylcarboxylates on fine-emulsified fatty acids / V. F. Sazonova, M. A. Kojemyak, O. V. Perlova // Theoretical and experimental studies of interfacial phenomena and their technological application : 10-th UkrainianPolish Symposium (26-30 Sept. 2006, Lvov) : рroceedings. — Lvov, 2006. — Р. 2. — P. 16-17.
- Флотационное концентрирование разбавленных растворов и эмульсий / В. Ф. Сазонова, А. Н. Пурич, Л. М. Солдаткина // Причорном. еколог. бюл. — 2006. — № 2 (20). — С. 75-77.
- Интенсификация флотационного выделения тонкоэмульгированного трибутилфосфата с помощью анионных собирателей / В. Ф. Сазонова, М. А. Кожемяк // Вісн. Одес. нац. ун-ту. — 2009. — Т. 14, вип. 3-4 : Хімія. — С. 108—118.
- Kinetics of sorption of uranium (VI) compounds with zirconium-silica nanosorbents / O. V. Perlova, V. F. Sazonova, N. A. Perlova, N. A. Yaroshenko // Russian Journal of Physical Chemistry A. — 2014. — Vol. 88, iss. 6. — P. 1012—1016.

## Награды
- Почётная грамота Всесоюзного химического общества им. Д. И. Менделеева.